# Sappir
Sappir (hebr.: ספיר) – wieś położona w samorządzie regionu Ha-Arawa ha-Tichona, w Dystrykcie Południowym, w Izraelu.
Leży w południowo-wschodniej części pustyni Negew, w obszarze Arawa na północ od miasta Ejlat. Wioska leży przy granicy z Jordanią.

## Historia
Wioskę założono w 1978 i nazwano na cześć izraelskiego polityka Pinchasa Sapiro.

## Gospodarka
Przy wiosce znajduje się port lotniczy En Jahaw.